# أداد أطلسي
الأداد الأطلسي أو الثُغام الأطلسي أو الأشخيص الأطلسي (باللاتينية: Carlina atlantica) نوع نباتي ينتمي إلى جنس الأداد من الفصيلة النجمية.

## الموئل والانتشار
موطنه المغرب العربي.